# Новосибирская психиатрическая больница № 3
Новосибирская клиническая психиатрическая больница № 3 — государственное бюджетное учреждение здравоохранения Новосибирской области.

## История
29 июня 1929 года был организован Западно-сибирский нервно-психиатрический диспансер, обслуживавший население Новосибирска и Алтайского края.
В 1951 году диспансер объединили с психиатрической больницей № 3 (проспект Сталина, 35), на базе учреждения создаётся кафедра психических болезней медицинского института.
В 1957 году выходит постановления Новосибирского обкома КПСС и облисполкома о передаче органам здравоохранения комплекса зданий «Красных казарм», которые постепенно реконструируются под психиатрические отделения. В 1980 году для нужд больницы был сдан последний корпус, её фонд увеличился до 900 коек.

## Стационары
Три стационара больницы находится в Новосибирске, один — в селе Карпысак Тогучинского района Новосибирской области.

## Руководство
- Алла Ивановна Зинина — кандидат медицинских наук, главный врач психиатрической больницы.

## Известные пациенты
- Варвара Афанасьевна Булгакова (1895—1956) — сестра знаменитого писателя Михаила Булгакова. Умерла в психиатрической больнице в 1956 году[1].